# Plectus aquatilis
Plectus aquatilis är en rundmaskart. Plectus aquatilis ingår i släktet Plectus, och familjen Plectidae. Arten är reproducerande i Sverige.